# Peperomia cooperi
Peperomia cooperi är en pepparväxtart som beskrevs av C. Dc. och Th. Dur. & Pitt.. Peperomia cooperi ingår i släktet peperomior, och familjen pepparväxter. Inga underarter finns listade i Catalogue of Life.